# Верхня Апшуяхта
Ве́рхня Апшуяхта́ (рос. Ве́рхняя Апшуяхта́) — село в Шебалінському районі Республіки Алтай.
Село розташоване біля річки Апшуяхта, у гирлі балки Серпек. Місцеві жителі займаються переважно зерноводством і тваринництвом (велика рогата худоба, шерсть). Село розташовується в труднодоступному районі.
По балці Серпек уздовж річки Апшуяхта проходить безліч туристичних маршрутів (в основному кінних).
Зважаючи на погану доступність 27 вересня 2001 року ухвалою Уряду РФ № 695 село було внесене до «Переліку районів Крайньої Півночі і прирівняних до них місцевостей з обмеженими термінами завезення вантажів (продукції)».
Село розташоване в зоні помірно-континентального клімату, з коротким жарким літом і довгою морозною зимою.